# Eupithecia tarensis
Eupithecia tarensis är en fjärilsart som beskrevs av Leo Schwingenschuss 1939. Eupithecia tarensis ingår i släktet Eupithecia och familjen mätare. Inga underarter finns listade i Catalogue of Life.